# احد خیری
احد خیری (زادهٔ ۱۳۴۸ در بستان‌آباد) نمایندهٔ حوزهٔ انتخابیهٔ بستان‌آباد در دورهٔ هشتم مجلس شورای اسلامی بوده‌است. از سوابق او در مجلس هشتم می‌توان به عضو هیئت تحقیق و تفحص از بانک مرکزی، عضو ناظر بر شورای عالی آمار کشور، عضو ناظر بر شورای عالی صادرات غیرنفتی، ناظر کمیسیون اقتصادی مجلس بر بیمه‌های تجاری و بانکها، عضو کارگروه اتاق بازرگانی ایران-ترکیه اشاره کرد.
همچنین احد خیری در تاریخ ۱۳۹۲/۰۱/۲۸ به عنوان سرپرست معاونت بازرگانی و اقتصادی شرکت دخانیات منصوب شد.
سپس در تاریخ ۹۳/۴/۱۵ به عنوان مدیر عامل شرکت دخانیات منصوب شد.